# Carles Vallès i Ocaña
Carles Vallès i Ocaña (Barcelona, 6 de juliol de 1958) és un alpinista català.
Agent comercial de professió, ha estat membre de diverses entitats excursionistes com el Centre Excursionista de Catalunya, la Unió Excursionista de Catalunya de Sants, l'Agrupació Científico-Excursionista de Mataró, i de grups d'alta muntanya i escalada com el Centre Acadèmic d'Escalada (CADE), el Grup d'Alta Muntanya i Escalada (GAME), Peñalara, Groupe Pyrénéiste de Haute-Montagne. És instructor de l'Escola Catalana d'Alta Muntanya.
El 1985, juntament amb Òscar Cadiach i Puig i Antoni Sors i Ferrer, formà part de la primera cordada catalana que assolí l'Everest. També realitzà la primera ascensió catalana al Cho Oyu el 1984 amb Toni Llasera, el Broad Peak per la cara SO al Pakistan amb Lluis Gómez el 1988, l'ascensió al Lhotse Shar amb Manu Badiola el 1990 i la primera ascensió estatal al pilar oest del Makalu el 1991. Pel que fa a l'obertura de grans rutes alpinístiques, cal destacar la Via dels Catalans al Huascarán Nord el 1983, i la Via Catalana al Thamserku a l'Himàlaia del Nepal, 1999. Darrere d'aquests èxits internacionals també disposa d'una llarga trajectòria d'escalades de dificultat als Pirineus, als Alps, a Escòcia, el Canadà o Alaska, a més d'expedicions als Andes del Perú el 1986, a l'Himàlaia el 1987, 1988 i 1989, i el Karakoram el 1988.
És autor del llibre La realitat d'un somni publicat el 1992, on relata les seves experiències a la muntanya en l'ascensió al Makalu. Va rebre la medalla al mèrit esportiu de la Generalitat de Catalunya per la primera ascensió catalana a l'Everest i el "Piolet d'Or" (1999).